# بينيتيك
بينيتيك تعد منظمة إجتماعية غير هادفة للربح وتعمل على إنتاج مشاريع تكنولوجية واجتماعية، مثل مشروع بوك شير(الذي يعمل على توفير الكتب الإلكترونية للأشخاص العاجزين عن قراءة المطبوعات)، ومشروع محو الأمية العالمية، وميرادى وهو عبارة عن برنامج لإدارة المشاريع البيئية، وتطبيق مارتوس (الذي يعمل على تمكين المدافعين عن حقوق الإنسان من توثيق الانتهاكات)، ومجموعة تحليل بيانات حقوق الإنسان. تأسست منظمة بينيتيك في عام 1989 من قبل رائد أعمال التقنيات العالية جيم فروتشترمان في بالو ألتو، كاليفورنيا.